# Antoni Zawadzki (ksiądz)
Antoni Stefan Zawadzki von przydomku Büthner vel Bytner znany także jako Anton Stephanus Sawatzki herbu Zawadzki (ur. 23 grudnia 1873 w Polnicy, zm. 12 października 1934 w Gdańsku) – polski duchowny i polityk. Proboszcz parafii św. Józefa w Gdańsku, tajny szambelan papieski, prałat Dworu Papieskiego, poseł do Landtagu i przewodniczący Niemieckiej Partii Centrum.

## Życiorys

### Dzieciństwo i młodość
Potomek rdzennej szlachty kaszubskiej wywodzącej się z Zawady koło Człuchowa. Wyrastał jako syn rodziny ziemiańskiej. Egzamin dojrzałości zdawał w 1885 w gimnazjum w Chojnicach. Następnie podjął studia filozofii i teologii na seminarium duchownym w Pelplinie, zajmując się jednocześnie naukami politycznymi.

### Działalność kościelna
Po święceniach kapłańskich 1 kwietnia 1899, objął wikariat w Złotowie, potem w Tczewie. 19 marca 1901 objął plebanię w rodzinnej Polnicy, gdzie starał się o rozbudowanie nowej parafii. Do ważniejszych etapów jego duchownej działalności należała m.in. parafia św. Józefa w Gdańsku, gdzie został 2 lipca 1906 instalowany. W drugiej pod względem wielkości parafii gdańskiej (11 361 parafian) starał się o rozwój działalności organizacyjnej i związkowej, objął m.in. kierownictwo organizacji robotniczej. Wniósł ogromny wysiłek w działalność Caritasu, gdzie poprzez reorganizacje sekretariatu w grudniu 1920 zapoczątkował nowe kierunki działalności organizacji. Zawadzki był założycielem i przewodniczącym Związku Młodzieży Katolickiej. W 1920 został mianowany dziekanem chełmińskiego dziekanatu w Gdańsku, za jego niepodważalny autorytet wśród gdańskiego kleru. Od 1 września 1919 działał w sprawie oddzielenia terenu utworzonego w 1920 Wolnego Miasta Gdańska od diecezji chełmińskiej, co przyczyniło się do utworzenia Administratury Apostolskiej przez Watykan. Zawadzki miał z polecenia Ministerstwa Spraw Zagranicznych zostać kandydatem na ten urząd. Papież obsadził jednak urząd osobą byłego biskupa Rygi, Edwardem hrabia O’Rourke, który włączył Zawadzkiego do grona zaufanych współpracowników, obsadzając go w 1926 na urzędzie generalnego wikariusza nowo utworzonego Biskupstwa Gdańskiego. Za jego zasługi dla kościoła i diecezji otrzymał 20 maja 1924 tytuł tajnego papieskiego szambelana, a 18 sierpnia 1926 prałata dworu papieskiego.

### Działalność polityczna
Z racji swoich zdolności politycznych, związanych z polityką komunalną Gdańska, otrzymał m.in. mandat do pruskiego landtagu w 1919. Przyczynił się do konsolidacji partii Centrum poprzez nadanie jej jednolitej struktury. Od 1908 do 1918 był regularnie wybierany na przewodniczącego prowincji Prusy Zachodnie, jak i przedstawiciela Centrum do parlamentu miasta Gdańska. W okresie rewolucji listopadowej 1918 stanął przeciw lewicowym tendencjom pruskiego landtagu. Od 1920 do śmierci był kluczową postacią Centrum, będąc członkiem senatu. 21 września 1933, po wejściu NSDAP do parlamentu gdańskiego złożył swoje funkcje parlamentarne.

### Śmierć
Zmarł 12 października 1934 w wyniku ciężkiej choroby w wieku 60 lat. Podstawy jego działalności politycznej wynikały z podstaw chrześcijaństwa w opozycji do starej pruskiej i nowej socjalno-demokratycznej polityki kulturowej.
Całokształt jego kościelnej i państwowej działalności ograniczał się do rodzimych terenów.

## Genealogia
- TABLICA I

| 4. Martinus Zawadzki(18.09.1793-09.09.1874 Polnitz)  |  |                                                         |  |  |                                                   |
|                                                      |  | 2. Johan August Zawadzki(25.01.1826-18.11.1885 Polnitz) |  |  |                                                   |
| 5. Catharina z domu Goerke Zawadzka(1795-24.03.1863) |  |                                                         |  |  |                                                   |
|                                                      |  |                                                         |  |  | 1. Antoni Stefan Zawadzki (23.12.1873-12.10.1934) |
| 6. NN                                                |  |                                                         |  |  |                                                   |
|                                                      |  | 3. Franciszka z domu Semrau Zawadzka (ok.1850-1900)     |  |  |                                                   |
| 7. NN                                                |  |                                                         |  |  |                                                   |
|                                                      |  |                                                         |  |  |                                                   |

.
TABLICA II
| 4. Nobilis Joannes Zawadzki(26.03.1720-02.04.1776 Polnitz)                                             |  |                                                           |  |  |                                                      |
| |  | 2. Mathias Zawadzki(06.01.1752-26.11.1811 Polnitz)        |  |  |                                                      |
| 5. Generosa Constancja z domu Łabunka-Czernicka Zawadzka(ok.1732 Czernica-Bergello-11.01.1762 Polnitz) |  |                                                           |  |  |                                                      |
| |  |                                                           |  |  | 1. Martinus Zawadzki (18.09.1793-09.09.1874 Polnitz) |
| 6. NN                                                                                                  |  |                                                           |  |  |                                                      |
| |  | 3. Anna z domu Blank Zawadzka (ok.1763-27.07.1800Polnitz) |  |  |                                                      |
| 7. NN                                                                                                  |  |                                                           |  |  |                                                      |
| |  |                                                           |  |  |                                                      |

.
TABLICA III
| 4. Nobilis Joannes Büthner-Zawadzki(ok.1608 Zawada-1676 Polnitz)                     |  |                                                                          |  |  |                                                             |
|                                                                                      |  | 2. Nobilis Andreas Zawadzki alias Büthner(12.12.1668-24.11.1729 Polnitz) |  |  |                                                             |
| 5. Nobilis Anna z domu Russek-Zawadzka Büthner-Zawadzka(ok.1620 Zawada-1670 Polnitz) |  |                                                                          |  |  |                                                             |
|                                                                                      |  |                                                                          |  |  | 1. Nobilis Joannes Zawadzki (26.03.1720-02.04.1776 Polnitz) |
| 6. NN                                                                                |  |                                                                          |  |  |                                                             |
|                                                                                      |  | 3. Christina z domu Nickiel Zawadzka (ok.1690-1730 Polnitz)              |  |  |                                                             |
| 7. NN                                                                                |  |                                                                          |  |  |                                                             |
|                                                                                      |  |                                                                          |  |  |                                                             |

.
TABLICA IV
| 4. Nobilis Baltazar Büthner na Zawadzie Zawadzki(ok. 1508-1565 Zawada) |  |                                                                                     |  |  |                                                                    |
|                                                                        |  | 2. Nobilis Jacobus Büthner-Zawadzki(ok.1560 Zawada -1610 Zawada)                    |  |  |                                                                    |
| 5. NN                                                                  |  |                                                                                     |  |  |                                                                    |
|                                                                        |  |                                                                                     |  |  | 1. Nobilis Joannes Büthner-Zawadzki (ok.1608 Zawada -1676 Polnitz) |
| 6. NN                                                                  |  |                                                                                     |  |  |                                                                    |
|                                                                        |  | 3. Nobilis Anna z domu Trzebiatkowska Zawadzka (ok.1575 Trzebiatkowy ?-1625 Zawada) |  |  |                                                                    |
| 7. NN                                                                  |  |                                                                                     |  |  |                                                                    |
|                                                                        |  |                                                                                     |  |  |                                                                    |

.